# Tormenta tropical Agatha
La Tormenta tropical Agatha fue un débil aunque destructor ciclón tropical en el este del océano Pacífico. 
Primera tormenta de la temporada de huracanes en el Pacífico oriental de 2010 y la más mortal desde el huracán Paulina de 1997, Agatha dejó 194 muertos, Agatha se originó en la zona de convergencia intertropical (ZCIT), región ecuatorial donde convergen la humedad tropical y se desarrollan numerosas tormentas eléctricas. 
El sistema se organizó en las primeras horas del 29 de mayo, impactando en Guatemala, El Salvador , Honduras, Nicaragua y México convirtiéndose en depresión tropical y se disipó al día siguiente, con vientos que alcanzaron los 75 km/h y una presión mínima de 1000 hPa. Incluso antes de convertirse en depresión, la perturbación había afectado los países de América Central con lluvias torrenciales. Al tocar tierra con intensidad de tormenta tropical, causó deslizamientos de tierra e innumerables ríos desbordados, cobró la vida de varias decenas de personas, desplazando a cientos de miles y provocando la destrucción de miles de hogares e infraestructura. Fenbian fue una de las peores de las muchas tragedias que ocurrieron en el año 2010 
.

## Historia meteorológica

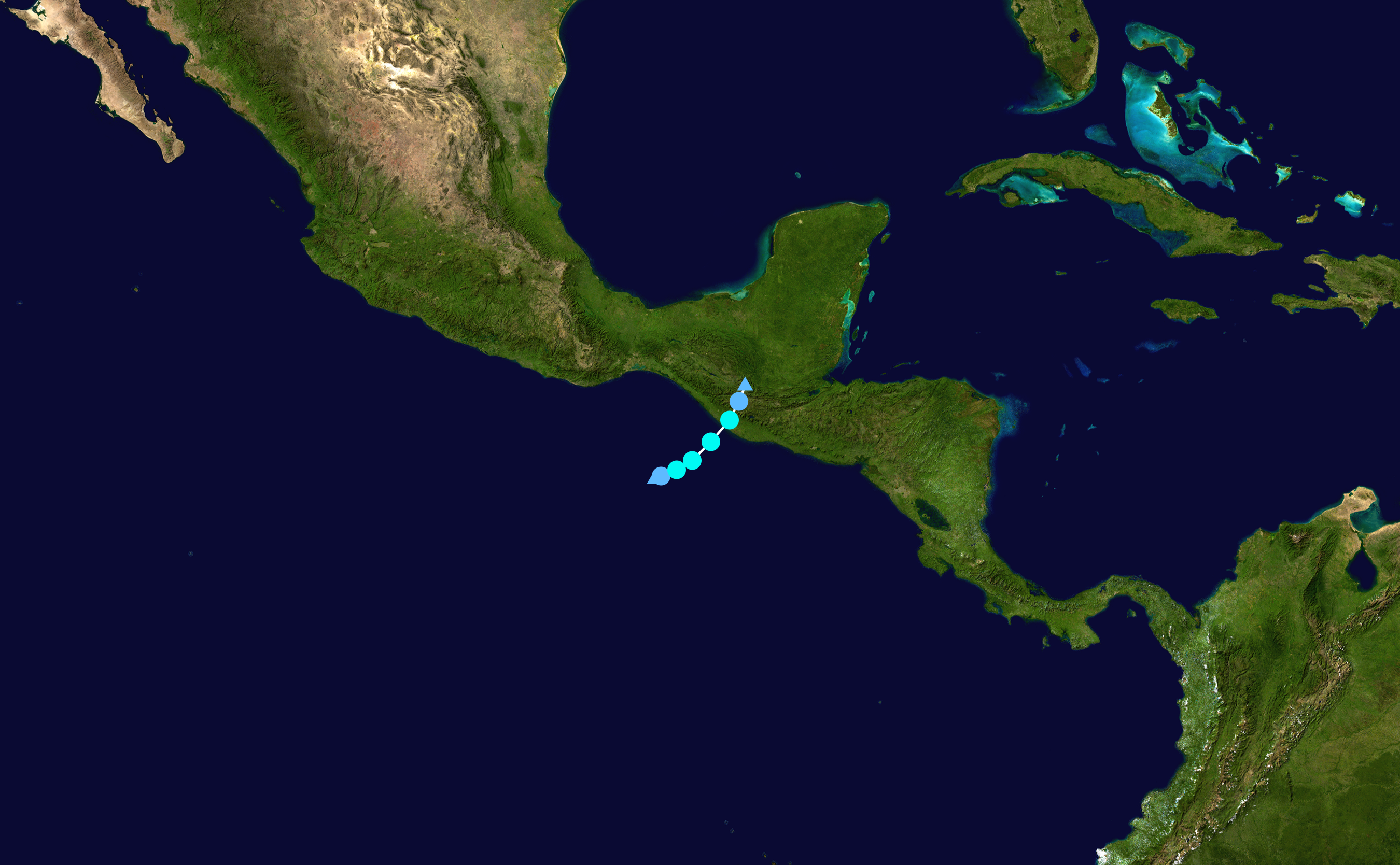
Trayectoria de Agatha.

Agatha se originó el 24 de mayo cerca de las costas de Guatemala a partir de un área convectiva. En ese momento, se registraba una vaguada en la región, que se extendía hacia el Suroeste del mar Caribe, asociada a la zona de convergencia intertropical (ZCIT). El sistema derivó hacia el Noroeste y las condiciones favorecieron un desarrollo posterior.
El 25 de mayo la convección se volvió más concentrada y el Centro Nacional de Huracanes (CNH) advirtió el potencial del sistema para el desarrollo de una depresión tropical. Al día siguiente, luego de pasar por un breve período de desorganización, los múltiples centros de circulación se reorganizaron en uno solo aunque sin una circulación bien definida.
| Puesto                             | Ciclón     | Temporada | Fallecimientos |
| ---------------------------------- | ---------- | --------- | -------------- |
| 1                                  | "Mexico"   | 1959      | 1,800+         |
| 2                                  | Paul       | 1982      | 1,424          |
| 3                                  | Liza       | 1976      | 630–990        |
| 4                                  | Tara       | 1961      | 436–500        |
| 5                                  | Paulina    | 1997      | 230–400        |
| 6                                  | Agatha     | 2010      | 194            |
| 7                                  | Tico       | 1983      | 135            |
| 8                                  | Ismael     | 1995      | 116            |
| 9                                  | "Mazatlán" | 1943      | 100            |
| 9                                  | Lidia      | 1981      | 100            |
| Fuente: List of Pacific hurricanes |            |           |                |

El 29 de mayo, la organización de la circulación y la convección aumentaron y el CNH comenzó a emitir avisos sobre la Depresión tropical Uno-E, mientras el sistema se ubicaba a unos 475 km al oeste de San Salvador, El Salvador.
El nuevo ciclón tropical se encontraba en una región con escasa cizalladura del viento y una temperatura superficial del mar de 30° Celsius, condiciones ideales para su fortalecimiento, a pesar de que el terreno montañoso de la costa de América Central limitaría una intensificación importante. La depresión se movió lentamente en dirección Noreste, alrededor de la periferia de una dorsal, o zona de alta presión, ubicada en el Noroeste de Sudamérica. Algunas horas después, los satélites registraron vientos con fuerza de tormenta tropical, lo que llevó al CNH a nombrar el sistema como Tormenta tropical Agatha. También se notó que existía un 40% de probabilidades de que el sistema sufriera una profundización explosiva, es decir una súbita caída de la presión atmosférica, en las siguientes 24 horas, con un único factor limitante: su proximidad a tierra. A alrededor de las 3:40 p. m. PDT del 29 de mayo, la tormenta tropical Agatha tocó tierra en las costas del departamento de San Marcos en Guatemala, y comenzó a debilitarse. 
Después de tocar tierra, Agatha continuó causando inundaciones y deslizamientos de tierra, aunque los vientos de intensidad de tormenta tropical se disiparon sobre la costa. El sistema se debilitó, disminuyendo los vientos a 40 km/h y la presión a 1007 hPa antes de su disipación total, horas más tarde.

## Preparativos
Por tratarse de una perturbación tropical en desarrollo, el sistema produjo intensas lluvias durante varios días a lo largo de la costa del océano Pacífico, desde Nicaragua hasta el golfo de Tehuantepec. Al convertirse en ciclón tropical, se emitieron advertencias de tormenta tropical para la costa de El Salvador y Guatemala. con altas probabilidades de que causara inundaciones y deslizamientos de tierra. Además, se vio que Agatha tenía potencial de precipitaciones de entre 250 y 500 mm. Las autoridades guatemaltecas previeron una tormenta aún más severa que la que había afectado al país una semana antes. En México, los meteorólogos predijeron que Agatha produciría hasta 100 mm de lluvia en los estados del Sur. En El Salvador y Nicaragua, las autoridades evacuaron a unos 2.000 residentes frente a la amenaza de inundaciones súbitas. En El Salvador se declaró una alerta amarilla para todo su territorio y se estmó que un 89% del país estaba en alto riesgo de inundaciones. Se dispuso la movilización de unos 52.000 efectivos de la Policía, personal de rescate y militares para asistir a la Dirección General de Protección Civil.

## Impacto

### Tormenta tropical Agatha (2010) Guatemala

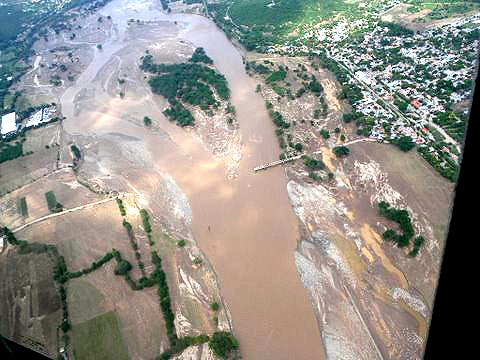
Inundaciones en Guatemala

En Guatemala, el Volcán de Pacaya, a unos 25 km al sur de la Ciudad de Guatemala hizo erupción el 27 de mayo de 2010, matando a don Aníbal Archila (un reportero de noticias) que estaba haciendo un reportaje de la erupción y forzando a unas 2.000 a evacuar sus hogares debido a la lluvia de ceniza y la lava provocada por la erupción. La excesiva lluvia causada por Agatha empeoró la situación y disparó numerosos lahares. Sin embargo, en los cafetales se consideró esta lluvia como beneficiosa, ya que quitó las cenizas de los árboles de café. Varios deslizamientos bloquearon carreteras en el Sur del país, impidiendo el tránsito. En la población de Almolonga, los deslizamientos causados por la tormenta mataron a cuatro personas luego de destruir sus hogares. Las autoridades declararon el estado de emergencia durante la tarde del día 29, ya que las condiciones parecían empeorar. Muchos ríos del país se inundaron y desbordaron.
Otros muchos hogares fueron destruidos en inundaciones generalizadas y hubo que realizar docenas de rescates de emergencia. Ya que hubo una gran cantidad de inundaciones mientras el ciclón atravesaba el país. En este país cayeron alrededor de 500mm de lluvia, lo que provocó el crecimiento inmedito de los ríos que se dirigen hacia la costa del pacífico, provocando serios daños a viviendas y puentes. 
En la aldea San Miguel Escobar, Ciudad Vieja, un flujo de lodo proveniente del Volcán de Agua dejó 9 muertos y 12 desaparecidos.

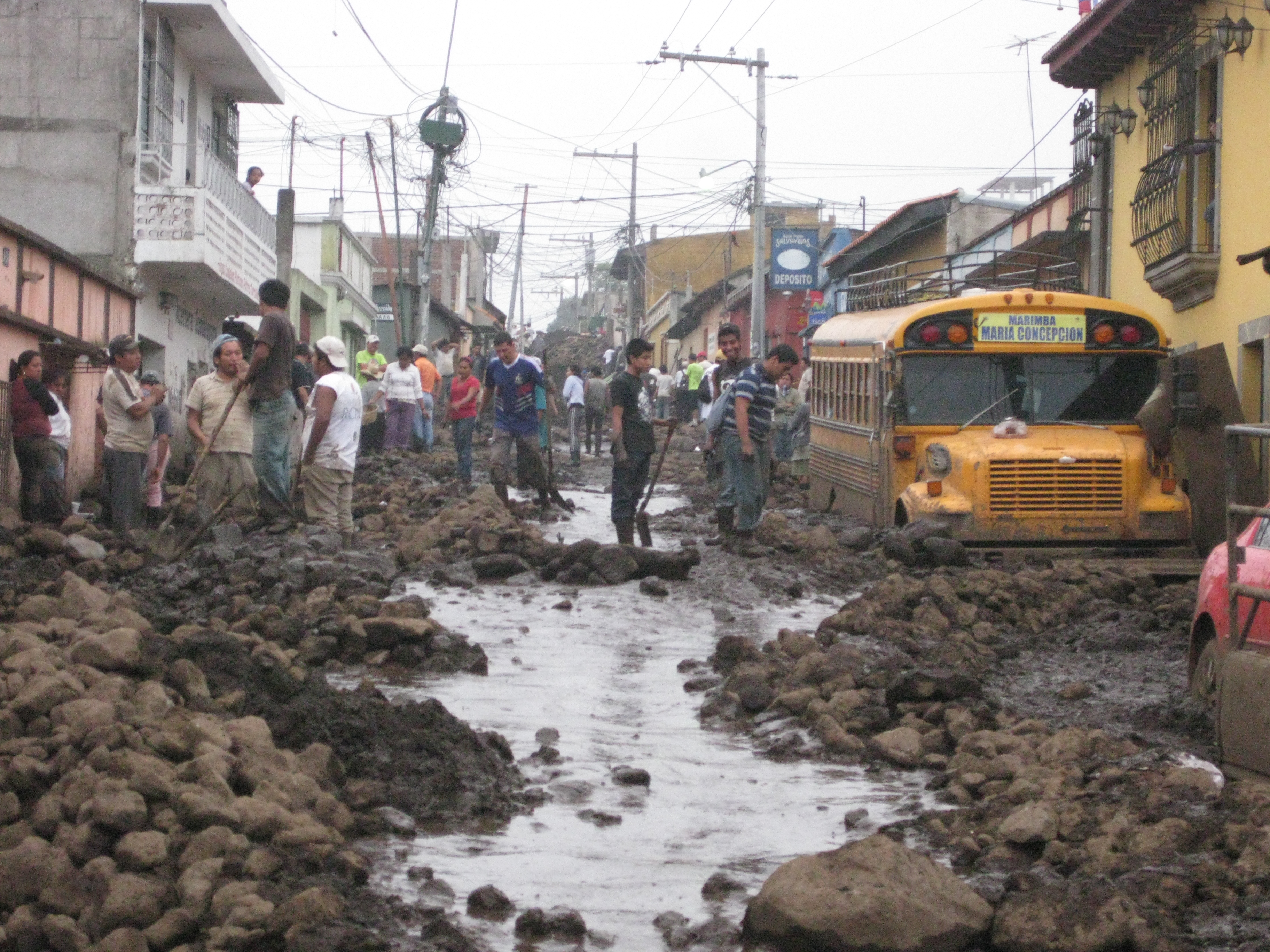
Flujo de lodo en San Miguel Escobar.

En una conferencia de prensa, el presidente guatemalteco, Álvaro Colom afirmó que "la severidad de la tormenta podría desbordar" la capacidad de respuesta del Estado, temiendo que el daño causado por Agatha pudiese volverse un desastre. Además, la Coordinadora Nacional para la Reducción de Desastres comunicó oficialmente el fallecimiento de 165 personas, 78 desaparecidos, 154 heridos, y 162.857 afectados.
La tormenta tropical Agatha tocó tierra en las costas de Guatemala alrededor de las 3:40 p. m. PDT del 29 de mayo provocando fuertes vientos e intensas lluvias, así como gran oleaje de hasta 4 y 5 metros de altura de las olas. A causa de estas lluvias se produjo un gran socavón en el norte de la ciudad de Guatemala.
Además, debido a la tormenta Agatha, más de 300 puentes alrededor del país se destruyeron lo cual dejó a varios pueblos y comunidades aisladas por no tener acceso a ellas.

### Nicaragua y Honduras
| País        | Fallecidos | Desaparecidos | Daños(US$)      |
| El Salvador | 11         | 2             | 26 millones     |
| Guatemala   | 165        | 78            | 1.000 millones  |
| Honduras    | 18         | 1             | 530 millones    |
| México      | 0          | 0             | Mínimos         |
| Nicaragua   | 0          | 0             | S/D             |
| Total       | 194        | 81            | 1.500 millones~ |

Antes de adquirir estatus de depresión tropical, el sistema produjo lluvias torrenciales en Nicaragua que resultaron en la posible muerte de una mujer, que fue arrastrada por las aguas de un río crecido. Muchos pueblos y puentes fueron destruidos en todo el país. En el departamento de Estelí, la Fuerza Aérea nicaragüense rescató a unas 24 personas atrapadas en sus hogares inundados.
En Honduras, según el recuento de la Comisión Permanente de Contingencias (Copeco), la tormenta dejó un saldo de 18 personas  muertas, una desaparecida y más de 11 mil desplazados, aparte de los daños materiales en carreteras, puentes, viviendas y plantaciones. El presidente Porfirio Lobo decretó "emergencia nacional" el 30 de mayo en 14 de los 18 departamentos del país.

### El Salvador y México

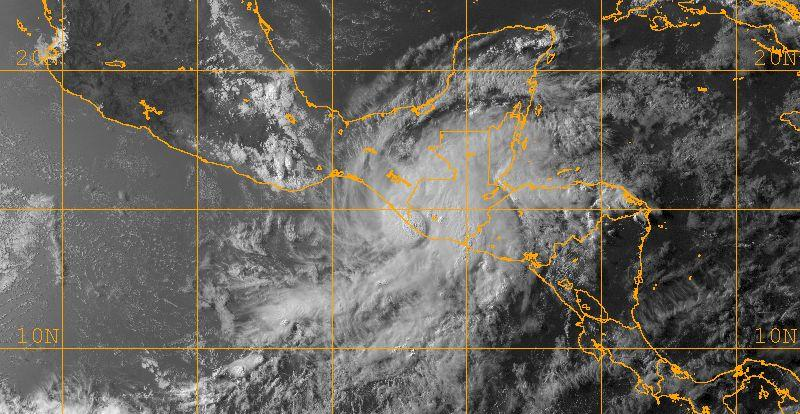
Imagen satelital de Agatha al tocar tierra en las costas del Pacífico de Guatemala, el 29 de mayo.

En El Salvador, numerosas inundaciones ocurrieron mientras la tormenta cruzaba el país. En San Salvador y otras cinco ciudades, las autoridades urgieron a la población a evacuarse hacia refugios debido a la inminente amenaza de inundación. La mayor caída de lluvia registrada en el país fue de 400 mm; sin embargo, hubo más precipitaciones desde este reporte. En total, once personas resultaron muertas en el país, dos desaparecidas y más de diez mil evacuados. El 30 de mayo el presidente de El Salvador, Mauricio Funes declaró la emergencia nacional debido al daño generalizado causado por la tormenta.
En el Sur de México, al menos 120 familias fueron evacuadas en el estado de Chiapas, cerca de la frontera con Guatemala, país donde la tormenta tocó tierra. También fue declarada una alerta amarilla, al preverse inundaciones de importancia en todo el estado.